# Toxorhina levis
Toxorhina levis är en tvåvingeart som först beskrevs av Frederick Wollaston Hutton 1900.  Toxorhina levis ingår i släktet Toxorhina och familjen småharkrankar. Inga underarter finns listade i Catalogue of Life.